# Pendukeni Iivula-Ithana
Pendukeni « Penny » Iivula-Ithana, née le 11 octobre 1952 est une femme politique namibienne, secrétaire générale de la SWAPO, le parti au pouvoir en Namibie, de 2007 à 2012. Elle est membre de l'Assemblée constituante de Namibie en 1989 et est membre du Parlement et du cabinet depuis l'indépendance en 1990.
Iivula-Ithana occupe plusieurs postes ministériels sur une période de trois décennies. Son dernier poste ministériel est au ministère de l'Intérieur. Après avoir critiqué le président en exercice Hage Geingob et d'autres hauts dirigeants politiques en novembre 2017, elle est démise de ses fonctions. Elle perd également son siège parlementaire à la fin de la législature 2015-2020.

## Jeunesse, éducation et exil
Iivula-Ithana est née le 11 octobre 1952 à Uukwandongo, Ongandjera, Ovamboland. En 1974, elle s'exile et devient l'une des premières femmes combattantes de l'Armée populaire de libération de la Namibie (en) (PLAN). Elle est active au sein de la Ligue de la jeunesse de la SWAPO et du Conseil des femmes de la SWAPO dont elle devient secrétaire en 1980,.
Iivula-Ithana est titulaire d'un Bachelor of Laws et d'un Juris Doctor de l'Université de Namibie (1999 et 1998), ainsi que d'un diplôme en administration et gestion publiques de l'United Nations Institute for Namibia (en) en Zambie (1979). Ithana est également titulaire d'un MBA de l'Université internationale de gestion de Namibie.

## Carrière politique
Immédiatement avant l'indépendance de la Namibie, elle est déléguée de la SWAPO à l'Assemblée constituante, qui est en place de novembre 1989 à mars 1990, et après l'indépendance en mars 1990, elle devient membre de l'Assemblée nationale de Namibie.
Iivula-Ithana occupe plusieurs postes ministériels . Elle est vice- ministre de la Faune, de la Conservation et du Tourisme de 1990 à 1991, ministre de la Jeunesse et des Sports de 1991 à 1996 et ministre des Terres, de la Réinstallation et de la Réhabilitation de 1996 à 2001. Elle est déplacée de ce dernier poste à celui de procureure générale le 26 janvier 2001. En mars 2005, lorsque le président Hifikepunye Pohamba prend ses fonctions, elle est nommée au poste supplémentaire de ministre de la Justice.
Lors du congrès de la SWAPO d'août 2002, Iivula-Ithana se classe 23e aux élections du Comité central, avec 310 voix. Elle est élue secrétaire générale de la SWAPO lors du congrès du parti en novembre 2007, devenant ainsi la première femme à occuper ce poste.
Elle est l'une des prétendantes possibles à la candidature présidentielle de la SWAPO, position déterminée lors du congrès du parti fin 2012. Elle perd contre Hage Geingob et le finaliste Jerry Ekandjo, terminant troisième avec une marge. Ce cinquième congrès de la SWAPO est suivi d'un remaniement ministériel le 4 décembre 2012, au cours duquel elle devient ministre de l'Intérieur.
Fin août 2014, lorsque la SWAPO choisit sa liste de candidats parlementaires pour les élections générales de novembre 2014, Iivula-Ithana ne réussit à obtenir que la 86e place sur la liste, une mauvaise performance qui fait paraître improbable son élection à l'Assemblée nationale. Bien qu'elle ne réussit pas à se faire élire à l'Assemblée lors des élections, elle est ensuite choisie par le président Hage Geingob comme l'une des huit personnes nommées à l'Assemblée nationale. Lorsque Geingob prend ses fonctions en mars 2015, Iivula-Ithana est maintenue à son poste de ministre de l'Intérieur.
Pour le congrès électoral de la SWAPO de 2017, Iivula-Ithana fait campagne contre le président Geingob, qualifiant la direction du gouvernement et du parti au pouvoir de « faibles ». Elle est démise de ses fonctions de ministre le 1er février 2018, avec son collègue porte-parole et ministre Jerry Ekandjo. Elle perd également ses postes au sein du comité central et du bureau politique de la SWAPO, commentant en 2022 : « Le congrès de 2017 m'a privé de toutes les distinctions que j'avais gagnées à la Swapo et de tous mes postes au sein du gouvernement, et ce n'était pas agréable. ». Frans Kapofi lui succède au poste de ministre de l'Intérieur.

## Controverses
Quand Iivula-Ithana devient secrétaire général de la SWAPO, il est également décidé que ce poste deviendrait un poste salarié à temps plein. Il est donc prévu qu'elle quitte ses fonctions de ministre de la Justice et de procureur général lors du prochain remaniement ministériel. Cependant, elle reste aux trois postes. Il est rapporté qu'il y a des désaccords internes au sein du parti SWAPO concernant la question des multiples emplois d'Iivula-Ithana, le président Pohamba souhaitant destituer Iivula-Ithana de ses postes ministériels tandis que les partisans de l'ancien président Sam Nujoma veulent qu'elle conserve tous les postes et s'oppose à la mise en œuvre de la résolution.
Au cours de son mandat de ministre de la Justice, Iivula-Ithana se heurte à la Commission des magistrats namibiens au sujet du licenciement d'un magistrat. La Commission la poursuit avec succès mais elle fait appel devant la Cour suprême de Namibie.

## Récompenses
Une école de la région d'Omusati, au nord de la Namibie, qui faisait autrefois partie de l'école combinée d'Onamhidi, porte le nom de Pendukeni Iivula-Ithana High School. La section primaire d'Onamhidi Combined porte également son nom, mais est rebaptisée École primaire Bernard Haufiku en 2021 afin de résoudre la duplication de nom.